# Pueyo de Marguillén
Pueyo de Marguillén es un pueblo de la Ribagorza situado a 7 km de Graus, municipio al cual pertenece. En 2018 tenía 18 habitantes.

## Geografía
Está situado en un pueyo como plaza fortificada medieval típica.

## Historia
Una leyenda, citada en una nota por Jorge Mur en su libro "Septembris", vincula la despoblación de Lumbierre con el vecino pueblo de Pueyo de Marguillén: al parecer una influyente dama de este lugar, llamada María Guillén -cuyo nombre permanecería en el topónimo-, se habría llevado a Pueyo al cura de Lumbierre, y este hecho habría acarreado que al citado sacerdote le siguiera toda la población de este último lugar que, por ese motivo, quedaría abandonado para siempre.

## Monumentos
Iglesia románica del siglo XII, con torre poligonal del siglo XVI.

## Fiestas
Primer fin de semana de agosto.

## Toponimia
Como pasa con Torres, en el habla local se llama Pueyo y se añade de Marguillén cuando se habla con gente de fuera de la comarca. El apelativo Marguillén puede venir de María Guillén, según dice la tradición o de Marc Guillén, según sugiere la fonética. La primera mención es de 1117, en latín, y refere a un Severianus: 

Almuniam de Puio Sivarano, que est sita infra terminos de Chastro et de Capella et de Gradibus.

Otras menciones medievales son dudosas porque pueden corresponder al Pueyo de Ésera, pero en 1458 hay una mención como Pueyo que corresponde a este pueblo ya que también hace referencia a otras localidades cercanas. En el fogaje de 1495 se llama Pueyo de Merguillén y además se nombra a un tal Guillen del Pueyo en Torre de Ésera. En 1551 se escribe Pueyo de Marguillem, en 1598 Pueo de Marguillem, en 1607 Pueo y en 1628 Pueyo de Marguillem.